# Linia kolejowa Petersburg – Gory
Linia kolejowa Petersburg – Gory – linia kolejowa w Rosji łącząca Dworzec Ładoski ze stacją Gory. Zarządzana jest przez region petersburski Kolei Październikowej (część Kolei Rosyjskich).
Linia położona jest w Petersburgu i w obwodzie leningradzkim. Na całej długości jest zelektryfikowana i dwutorowa, z wyjątkiem mostu nad Newą, przez który przebiega tylko jeden tor. Most Kuźmiński, położony w ciągu trasy, jest jedną z dwóch kolejowych przepraw przez Newę.

## Historia
Linia powstała w czasach sowieckich. Od 1991 znajduje się w granicach Rosji.